# Bureau International de l’Edition Mecanique
Bureau International des Societes Gêrant des Droits d'Enregistrement et de Reproduction Mechanique (BIEM) – międzynarodowe stowarzyszenie organizacji zbiorowego zarządzania prawami autorskimi powstałe w Paryżu w roku 1929. Ma siedzibę w Neuilly-sur-Seine we Francji i skupia 55 organizacji z 59 krajów. Koordynuje pracami organizacji reprezentujących autorów, kompozytorów i wykonawców oraz zasadami udzielania licencji dla powielania utworów.
Do BIEM należy Stowarzyszenie Autorów ZAiKS.